# Bondari, Kremenciuk
Bondari (în ucraineană Бондарі) este localitatea de reședință a comunei Bondari din raionul Kremenciuk, regiunea Poltava, Ucraina.

## Demografie
Componența lingvistică a localității Bondari
     Ucraineană (98,51%)
     Rusă (1,49%)
Conform recensământului din 2001, majoritatea populației localității Bondari era vorbitoare de ucraineană (98,51%), existând în minoritate și vorbitori de rusă (1,49%).